# زاندر موبس
زاندر موبس (Xander Mobus) هو مؤدي أصوات أمريكي.

## أدواره في الأنمي

### مسلسلات أنمي تلفزيونية
- تيلز أوف زيستيريا ذا كروس - سيرغي ستريلكا
- كاتسوغيكي: توكين رانبو - تونبوكيري
- ون بنتش مان - إيايان
- هنتر x هنتر (2011) - بين
- الإكسورسيست الأزرق: ملك كيوتو الملوث - جوزو شيما
- ناروتو شيبودن - مادارا أوتشيها (أيام الصبا)
- أسد مارس - تاكيشي تسوجي
- البلدة في غيابي - كينيا كوباياشي الراشد
- موب سايكو 100 - ساكوراي
- موب سايكو 100 II - ساكوراي
- بونغو ستراي دوغز - روكوزو تاغوتشي
- مغامرة جوجو الغريبة: ستارداست كروسيدرز - تيلينس تي داربي
- نهضة بطل الدرع - موتوياسو كيتامورا
- سيف قاتل الشياطين - ياهابا
- برج الحاكم - كوانت بليتز
- الخلايا تعمل! - خلية متعادلة

### أنمي الإنترنت
- بي البداية - لاسيا، أنري
- سورد غاي ذي أنيميشن - كازومو

### أفلام أنمي
- بوروتو: ناروتو الفيلم - موموشيكي أوتسوتسوكي

## أدواره في الرسوم المتحركة
- تحول ميكارد - إيفان

## أدواره في ألعاب الفيديو
- بيرسونا 5 - البطل
- بيرسونا 5 دانسينغ إن ستارلايت - رين أماميا
- ستريت فايتر V - أبيغيل
- سوبر سماش برذرز فور نينتندو 3دي إس و وي يو - المذيع، ماستر هاند، كريزي هاند
- سوبر سماش برذرز ألتميت - المذيع، ماستر هاند، كريزي هاند، جوكر
- تيلز أوف زيستيريا - سيرغي ستريلكا
- شين ميغامي تينسي IV: أبوكاليبس - داغدا

## وصلات خارجية
- زاندر موبس على موقع IMDb (الإنجليزية)
- زاندر موبس على موقع ميوزك برينز (الإنجليزية)